# Sobrefusión
La sobrefusión (a veces llamada superenfriamiento o subfusión) es el proceso de enfriar un líquido por debajo de su punto de congelación sin que se haga sólido.

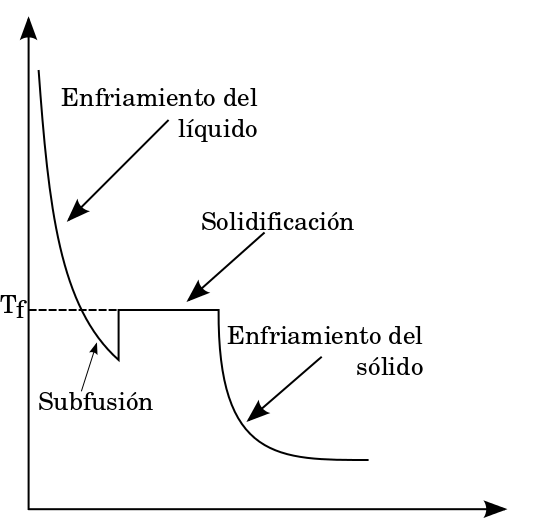
Fenómeno de superfusión. El eje de abcisas corresponde al tiempo, el de ordenadas a la temperatura.

## Descripción
Un líquido que esté por debajo de su punto de ebullición y fusión, cristalizará en presencia de un cristal semilla o núcleo alrededor del cual se pueda formar una estructura cristalina. 
Sin embargo, a falta de núcleos, se puede mantener el mismo estado hasta llegar a la temperatura en la que se produce nucleación homogénea del cristal. 
Esa nucleación homogénea se puede producir por encima de la llamada transición vítrea, pero si no se produjera, al llegar a dicha temperatura, se formará un sólido amorfo, esto es, un sólido no cristalino.
El punto de congelación del agua es de 273,15 K (0 °C), pero se puede superenfriar a presión ambiental hasta su nucleación homogénea, a casi 231 K (−42 °C). Si se enfría a un ritmo del orden de −106 K/s, se puede evitar la nucleación cristalina y el agua se convierte en un vidrio. Su temperatura de transición vítrea es muy inferior y difícil de determinar, pero hay estudios que la estiman en unos 165 K (−108 °C) como se ha encontrado para el agua confinada en el rango de temperatura de 170 a 200 K. El agua vítrea se puede enfriar hasta aproximadamente 150 K (−123 °C). En el rango de temperaturas entre 231 K (−42 °C) y 150 K (−123 °C), los experimentos sólo han logrado hielo cristalino.
En los estratos y los cúmulos a menudo existen gotas de agua superenfriada. Cuando son golpeadas por el viento de un avión que pasa, cristalizan abruptamente formando hielo. Esto causa problemas en el vuelo, por lo que los aviones que van a viajar en esas condiciones deben tener un sistema antihielo.
El equivalente al superenfriamiento para el proceso de fusión de los sólidos es mucho más difícil, por lo que un sólido casi siempre se funde a la misma temperatura para una cierta presión. Sin embargo, es posible supercalentar un líquido por encima de su punto de ebullición sin que se haga gaseoso.